# 38238 Holíč
(38238) Holíč, denumire internațională (38238) Holic, este un asteroid din centura principală de asteroizi.

## Descriere
38238 Holíč este un asteroid din centura principală de asteroizi. A fost descoperit pe 18 iulie 1999 la Modra de S. Gajdos și D. Kalmancok. Asteroidul prezintă o orbită caracterizată de o semiaxă mare de 2,58 ua, o excentricitate de 0,32 și o înclinație de 6,5° în raport cu ecliptica.